# El Mundo Today
El Mundo Today — испанская сатирическая онлайн-газета, все новости в которой являются вымышленными. Газета была создана в 2009 году как пародия на одну из самых авторитетных ежедневных газет Испании — El Mundo. Название проекта переводится с испанского как «Мир сегодня», при этом слово «мир» в названии — на испанском языке, а «сегодня» — на английском.

## История создания
Онлайн-газета с вымышленными новостями стала главным испанским изданием жанра «Fake news». Проект был воплощён в жизнь сценаристами Хави Пучем и Кике Гарсиа. По признанию сценаристов, главный персонаж их юмористического издания — король Испании. Позиция Пуча и Гарсии сводится к высмеиванию пороков и недостатков общества: «Мы преданы юмору, не наше дело — читать нотации. Но это правда, что в каждой шутке есть критическая составляющая. Информация сегодня преисполнена вещами, которые следует высмеивать, потому что они этого заслуживают».
В 2010 году издание вошло в крупнейший испанский медиахолдинг Grupo PRISA как юмористическая радиопрограмма. С сентября 2015 года проект выходит на радио Cadena SER по субботам в совместном формате с музыкальной юмористической радиопрограммой «OhMyLol!»
В 2012 году проект выходил в формате печатного приложения к крупнейший испанской ежедневной газете El Pais. Приложение занимало последний разворот газеты и представляло собой нечто похожее на юмористический вкладыш, однако вскоре газета отказалась от публикации контента «El Mundo Today» на своих страницах. В 2016 году El País и El Mundo Today возобновляют сотрудничество: на этот раз выдуманным новостям отводится место в еженедельном журнале-приложении к воскресному выпуску газеты El Pais Semanal.

## Критика
Несмотря на откровенно сатирический характер издания, некоторые из публикаций были удалены после обращений возмущённых персонажей пародий.
Проект получил широкую известность в странах Южной Америки после курьезного случая, когда колумбийский телеканал NTN24 показал в эфире несколько выдуманных авторами El Mundo Today новостей, одна из которых касалась испанской королевской семьи. В шуточной новости El Mundo Today инфанта Кристина заявила о своём намерении побороться за третье место в порядке наследования трона со своей сестрой инфантой Еленой, герцогиней де Луго. Колумбийский телеканал выдал вымышленные амбиции инфанты за правду и принёс популярность проекту El Mundo Today.
Критика действующей власти систематически привлекает к изданию внимание партии Народной партии. По признанию авторов проекта, настоящей цензурой является не аппарат премьер-министра Рахоя, а аудитория издания в Facebook: «Говоря о цензуре, то, что по-настоящему страшно — это не Рахой и не НП, а Facebook, вот где настоящая цензура».